# KIKAS
KIKAS (Kunst im Kinosaal Aigen Schlägl) ist ein Kunst- und Kulturverein in Aigen-Schlägl im oberösterreichischen Mühlviertel.

## Geschichte
Entstanden ist der eingetragene Kulturverein mit ehrenamtlichen Mitgliedern in einem alten, seit Mitte der 1980er Jahre ungenutzten Kinosaal in Aigen-Schlägl im Herbst 1999, mit dem Ziel, im oberen Mühlviertel ein Veranstaltungszentrum für zeitgenössische Künstler aus dem In- und Ausland zu schaffen. Seitdem gab es 325 Veranstaltungen mit über 54.000 Zuschauern. Das Fassungsvermögen des Saals beträgt etwa 500 Steh- oder 300 Sitzplätze. Programmschwerpunkte des Vereins sind Kabarett, Alternativ-Kino und (Rock-)Konzerte. Gefördert wird der Verein durch das Land Oberösterreich, lokale Sponsoren und den beiden Gemeinden Aigen und Schlägl.
Gastierende Kabarettisten waren Andreas Vitasek, Stermann & Grissemann, Maschek, Andrea Händler, Alfred Dorfer, Roland Düringer, Lukas Resetarits, Alf Poier, Dolores Schmidinger, Gerhard Polt, Thomas Maurer, Josef Hader sowie Scheuba und Palfrader. Weiterhin traten die Musiker Wir sind Helden, Juli, Tito & Tarantula, Die Happy, Fettes Brot, Sido, Flying Pickets, 4Lyn (ex Headtrip), SLUT und Paradies Now auf.

## Veranstaltungen
2005 befand sich bei KIKAS die Festivallounge für das Festival der Regionen.
Die Veranstaltung "Local Heros" bei KIKAS stellt eine Möglichkeit dar, bei der Bands oder Solisten in einem Wettkampf gegen andere antreten. Eine dreiköpfige Jury entscheidet mit Hilfe der Stimmbeteiligung des Publikums den besten Act. Er gilt als größter Bandcontest in Europa. Local Heroes Austria wurde in Österreich durch den Verein Enemy.at gegründet, um die Musikszene in Österreich zu unterstützen bzw. zu inspirieren. Die Ausscheidungsrunden für Oberösterreich finden seit 2006 bei KIKAS statt. Österreichweit nahmen im Jahr 2009 220 Bands teil.
Kinobetrieb: Durch die historische Geschichte des ehemaligen Kinosaals werden auch heute noch mit den alten Maschinen von 1939 (Philips FP5 (Serie 1) Filme gezeigt. Technische Details: 35 mm, Wheel to Wheel, Lichterzeugung durch Kohlestäbe, Stereo-Lichtton, Quecksilberdampf-Gleichrichter.